# Distretto di Udayapur
Il distretto di Udayapur (in nepalese: उदयपुर जिल्ला ) è uno dei 77 distretti del Nepal, in seguito alla riforma costituzionale del 2015 fa parte della provincia di Koshi. 
Il capoluogo è Gaighat.
Geograficamente il distretto appartiene alla zona collinare delle Mahabharat Lekh.
Il principale gruppo etnico presente nel distretto sono i Chhetri.

## Municipalità
Il distretto è diviso in otto municipalità, 4 urbane e 4 rurali:
| # | Governo locale | Nome nepalese | Popolazione (2011) | Area (km2) |
| - | -------------- | ------------- | ------------------ | ---------- |
| 1 | Triyuga        | त्रियुगा          | 87,557             | 547.43     |
| 2 | Katari         | कटारी           | 56,146             | 424.89     |
| 3 | Chaudandigadhi | चौदण्डीगढी        | 48,578             | 283.78     |
| 4 | Belaka         | वेलका           | 42,356             | 344.73     |
| 5 | Udayapurgadhi  | उदयपुरगढी       | 30,731             | 209.51     |
| 6 | Rautamai       | रौतामाई          | 23,481             | 204.08     |
| 7 | Tapli          | ताप्ली           | 14,562             | 119.11     |
| 8 | Limchungbung   | सुनकोशी          | 11,992             | 106.8      |
|   | Udayapur       | उदयपुर         | 315,429            | 2300.33    |

I seguenti comitato per lo sviluppo dei villaggi (il livello più basso dell'organizzazione amministrativa fino al 2015) erano situati all'interno del distretto: Barai, Basabote, Bashasa, Beltar, Bhuttar, Chaudandi, Dumre, Hadiya, Hardeni, Iname, Jalpachilaune, Janti, Jogidaha, Katunjebawala, Khanbu, Laphagaun, Lekhani, Lekhgau, Limpatar, Mainamiani, Nametar, Okhale, Pachchawati, Pokhari, Rauta, Risku, Rupatar, Saune, Shorung Chabise, Sirise, Sithdipur, Sundarpur, Tamlichha, Tapeswori, Tawashree, Thanagaun, Thoksila, Triveni, Valaya Danda e Yayankhu.